# Chris Zylka
Chris Settlemire, känd som Chris Zylka, född 9 maj 1985 i Warren, Ohio, är en amerikansk skådespelare. Han är mest känd för att medverkat TV-serien i The Secret Circle och som Flash Thompson i The Amazing Spider-Man.

## Filmografi

### Film
| År   | Titel                            | Roll                | Anmärkning |
| ---- | -------------------------------- | ------------------- | ---------- |
| 2009 | The People I've Slept With       | Mr. Hottie          |            |
| 2009 | My Super Psycho Sweet 16         | Brigg               | TV-film    |
| 2010 | Kaboom                           | Thor                |            |
| 2010 | My Super Psycho Sweet 16: Part 2 | Brigg               | TV-film    |
| 2011 | Teen Spirit                      | Nick Ramsey         | TV-film    |
| 2011 | Shark Night                      | Blake Hammond       |            |
| 2012 | My Super Psycho Sweet 16: Part 3 | Brigg (okrediterad) | TV-film    |
| 2012 | Piranha 3DD                      | Kyle                |            |
| 2012 | The Amazing Spider-Man           | Flash Thompson      |            |
| 2014 | The Amazing Spider-Man 2         | Flash Thompson      |            |

### TV
| År         | Titel                      | Roll           | Anmärkning                                                                                                |
| ---------- | -------------------------- | -------------- | --- |
| 2008       | Everybody Hates Chris      |                | Avsnitt: "Everybody Hates Tattaglia" Avsnitt: "Everybody Hates Big Bird" Avsnitt: "Everybody Hates James" |
| 2008, 2013 | 90210                      | Jason          | 2 avsnitt                                                                                                 |
| 2009       | Hannah Montana             | Gabe Lamotti   | 2 avsnitt                                                                                                 |
| 2009–2010  | 10 Things I Hate About You | Joey Donner    | 16 avsnitt                                                                                                |
| 2009       | Cougar Town                | BJ             | Pilotavsnittet                                                                                            |
| 2009–2010  | Zeke & Luther              | Doyce Pluck    | 3 avsnitt                                                                                                 |
| 2011–2012  | The Secret Circle          | Jake Armstrong | 17 avsnitt                                                                                                |
| 2013       | Twisted                    | Tyler Lewis    | 4 avsnitt                                                                                                 |
| 2014       | The Leftovers              | Tom Garvey     | 9 avsnitt                                                                                                 |